# Mattia Binotto
Mattia Binotto, né le 3 novembre 1969 à Lausanne (Suisse), est un concepteur et ingénieur automobile italien.
Après deux décennies au département moteur de la Scuderia Ferrari en Formule 1, il devient directeur technique de l'écurie en 2016 puis directeur de la gestion sportive à partir de 2019. Au terme de la saison 2022, où la Scuderia termine à la deuxième place chez les constructeurs et chez les pilotes avec Charles Leclerc, Mattia Binotto démissionne de ses fonctions. Il est maintenant à la tête de l'écurie Sauber et du projet Audi F1 Team.

## Biographie
Diplômé en génie mécanique à l'École polytechnique fédérale de Lausanne (EPFL) en 1994, Mattia Binotto obtient une maîtrise en génie automobile à Modène.
En 1995, il rejoint l'équipe de test de la Scuderia Ferrari ; il accède au rang d'ingénieur en 1997. Il rejoint le département moteur en 2004 pour devenir, à partir de 2007, l'un des principaux responsables du montage des moteurs ainsi que de l'électronique avec l'arrivée du système de récupération de l'énergie cinétique en Formule 1. Vice-directeur du département moteur en 2013, lors de l'arrivée du V6 turbo hybride, il en devient le directeur principal fin 2014, après une saison difficile pour le lancement du nouveau moteur V6.
En 2015, alors que l'amélioration des performances et de la puissance du moteur Ferrari permet à l'écurie de renouer avec le succès, ces progrès lui sont crédités,.
En 2016, après un début de saison marqué par des problèmes de fiabilité et le départ fin juillet du directeur technique James Allison, Maurizio Arrivabene le nomme directeur technique de la Scuderia.
En janvier 2019, il est nommé directeur de la gestion sportive de la Scuderia Ferrari, prenant la place, occupée depuis 2015, de Maurizio Arrivabene,. En 2019, Binotto contribue aux deux premières victoires de Charles Leclerc et la dernière de Sebastian Vettel avec l'écurie avant d'être condamnée par la FIA pour un moteur à la limite de la légalité.
Après avoir connu, en 2020, sa pire saison depuis 1980 en terminant à la sixième place du championnat, l'ingénieur est maintenu à son poste pour préparer la monoplace à l'importante modification réglementaire prévue pour 2022. Concepteur de la Ferrari F1-75, il connait un début de saison 2022 prometteur et réussi avant d'être dépassé et battu par Red Bull Racing. Au terme de la saison et malgré les deuxièmes places obtenues aux championnats pilotes et constructeurs, Binotto est contraint de démissionner, le 29 novembre 2022, après quatre saisons à la tête de l'équipe.
En 2023, Binotto a travaillé comme consultant pour TEXA (Tecnologie Elettroniche X Automotive) à Trévise.
Le 1er août 2024, Binotto est annoncé comme remplaçant d'Andreas Seidl chez Sauber.